# 55866 Javiersierra
55866 Javiersierra è un asteroide della fascia principale interna. Scoperto nel 1997, presenta un'orbita caratterizzata da un semiasse maggiore pari a 2,270938 UA e da un'eccentricità di 0,183948, inclinata di 8,280873° rispetto all'eclittica. Ha un diametro di 1,944 km, un periodo di rotazione di 30,6635 ore e un'albedo di 0,426.